# BBC Entertainment
BBC Entertainment (voorheen BBC Prime) was een amusements-televisiezender van de BBC voor Europa, Afrika en het Midden-Oosten. Het startte in 1995 in Europa en begon in Afrika uit te zenden in maart 1999. Een regionale versie van BBC Entertainment startte in Azië in december 2004. De laatste toevoeging (2004) aan de reeks van BBC Entertainment-varianten was BBC Japan.
Het was te ontvangen via satelliet en op de kabel of in Nederland via DVB-T gedurende 18 uur per dag. De overige zes uur werden gebruikt door educatieve programma's van BBC Learning. In principe zat BBC Entertainment altijd in een betaalpakket, behalve bij Telenet. In België was de zender te bekijken op zendernummering 552 en was beschikbaar bij Belgacom TV en Telenet Digital TV.
In Groot-Brittannië zelf was de zender niet actief. Aangezien de zender reclame toonde in sommige gebieden, was het wettelijk verboden om BBC Entertainment daar te laten uitzenden. 
Gezien er in Europa al een ruim aanbod aan gratis kanalen van BBC beschikbaar is via satellietpositie Astra 28,2°O, was vooral voor schotelbezitters de meerwaarde van een betaald BBC Entertainment niet meteen duidelijk. Volgens BBC was het in de eerste plaats bedoeld voor niet-Britten die Engels niet als eerste taal hebben. BBC Entertainment werd namelijk in een aantal Europese talen ondertiteld. Daarnaast hielp de opname van BBC Entertainment in de pakketten van Europese distributeurs de BBC ook andere BBC-kanalen gratis via DVB-S naar Britten in het buitenland te distribueren.
BBC Entertainment stopte op 1 april 2024 met uitzenden.

## Programmering
Vanwege uitzendrechten kwam een groot deel van de programmering uit het BBC-archief. 
De programmering in Afrika en Azië was anders dan die in Europa. Veel had ook hier weer te maken met uitzendrechten en de gebieden waarvoor ze reeds betaald zijn. 